# Залізний вояк
Залізний вояк (нім. Wehrmann in (im) Eisen, Eiserner Wehrmann) — дерев'яна скульптура з липового дерева у Відні, створена скульптором Йозефом Мюльнером (1879—1968), встановлена в аркаді музею Startgalerie Artothek (MUSA) на розі вулиць Фельдера та Ебендорфа, навпроти ратуші на Рінгштрассе. Це перший з подібних об'єктів, які були встановлені для фінансування воєнних потреб під час Першої світової війни.

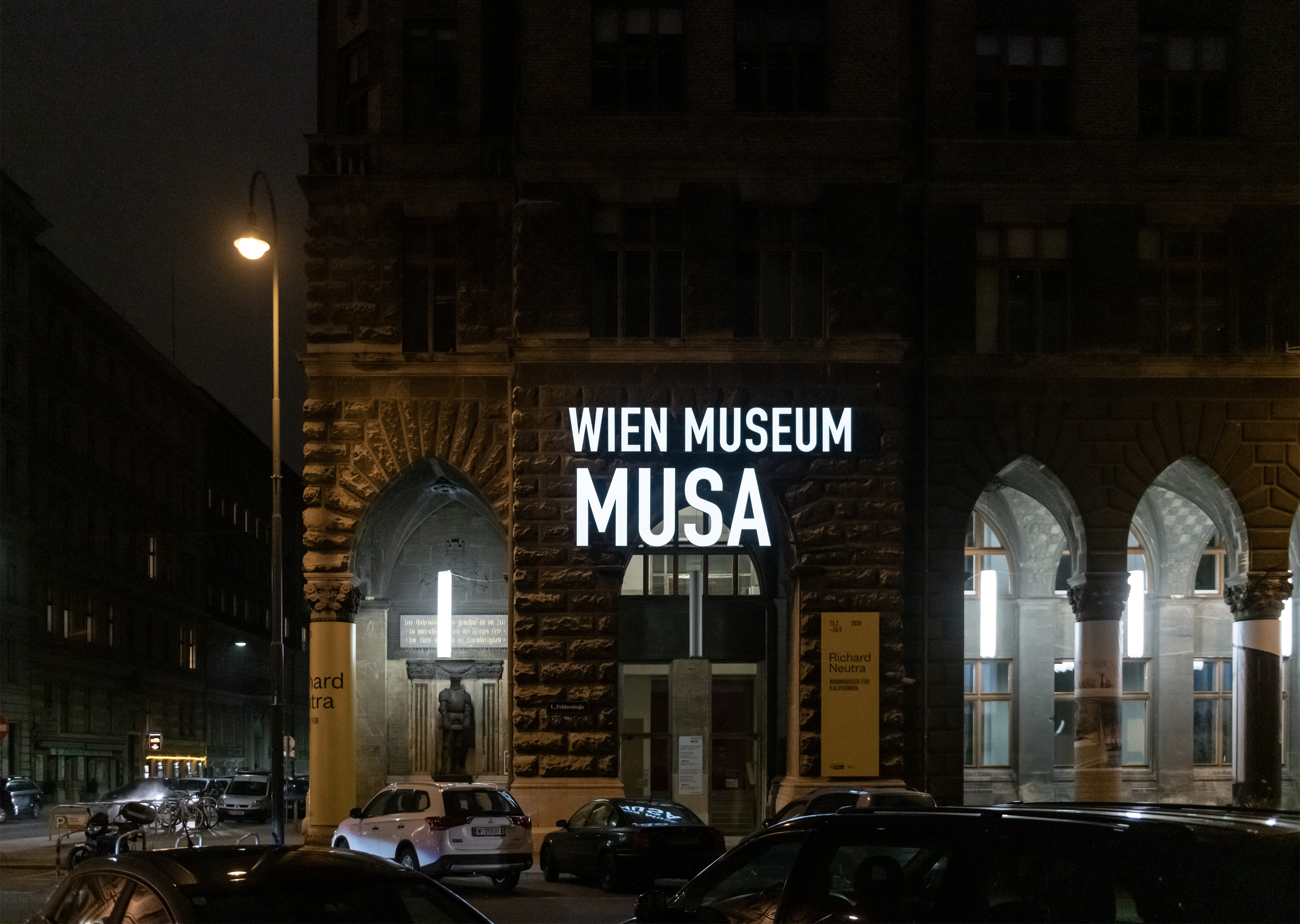
Музей MUSA

## Історія

### Історія цвяхування фігур
Ідея цвяхування фігур виникла у Відні і поширилася не тільки в Австро-Угорщині, але також у Німецькій імперії та інших країнах. Ще з середньовічних часів існувала давня цехова традиція ковалів вбивати цвяхи в яли́нову колоду для удачі. Можливо, що цвяхування дерев'яних фігур походить від легендарного Поцвяхованого стовбура ялини, що розміщений в скляній вітрині на розі вулиць Каринтської та Грабен у Відні недалеко від собору святого Стефана. Перша документальна згадка про нього датується 1533 роком.

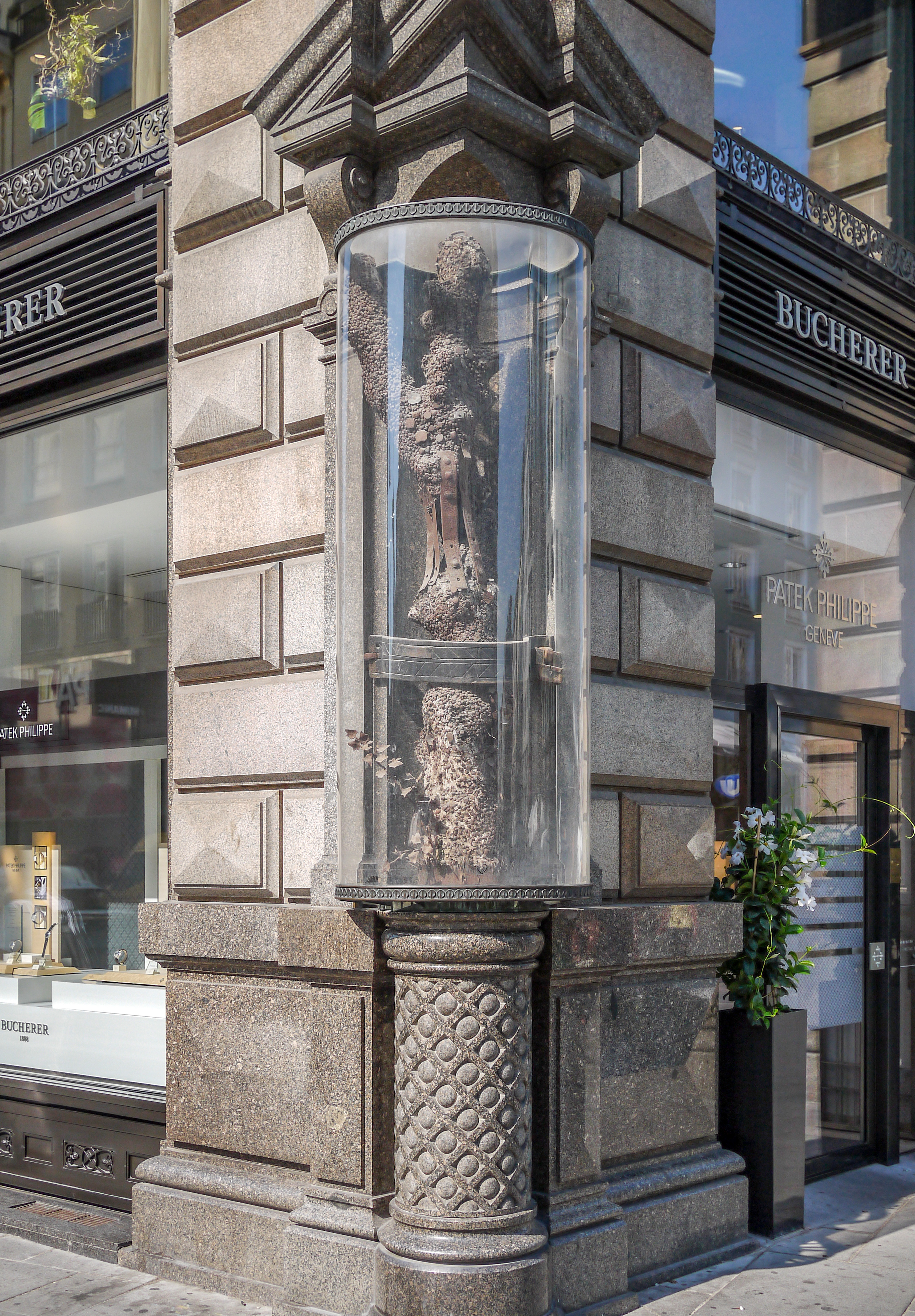
Поцвяхований стовбур у Відні

Під час Першої світової війни на територіях Австро-Угорщини та Німеччини відбулися сотні подібних акцій з встановлення дерев'яних фігур, в які вбивали металеві, срібні або золоті цвяхи, залежно від величини грошової пожертви внесенної певною особою на підтримку тих, хто пережив війну, та поранених, оскільки державний соціальний фонд не мав достатніх фінансових коштів для їх забезпечення. Цвяхи коштували від 50 пфенінгів до 50 золотих марок.
Хоча рішення про акцію приймали місцеві органи, але переважно організацію спонсорства брала на себе благодійна асоціація (наприклад, Червоний хрест) або організація, заснована спеціально для цієї мети (наприклад, «Скарбниця війни Лейпцига»), яка відповідала за продаж цвяхів.

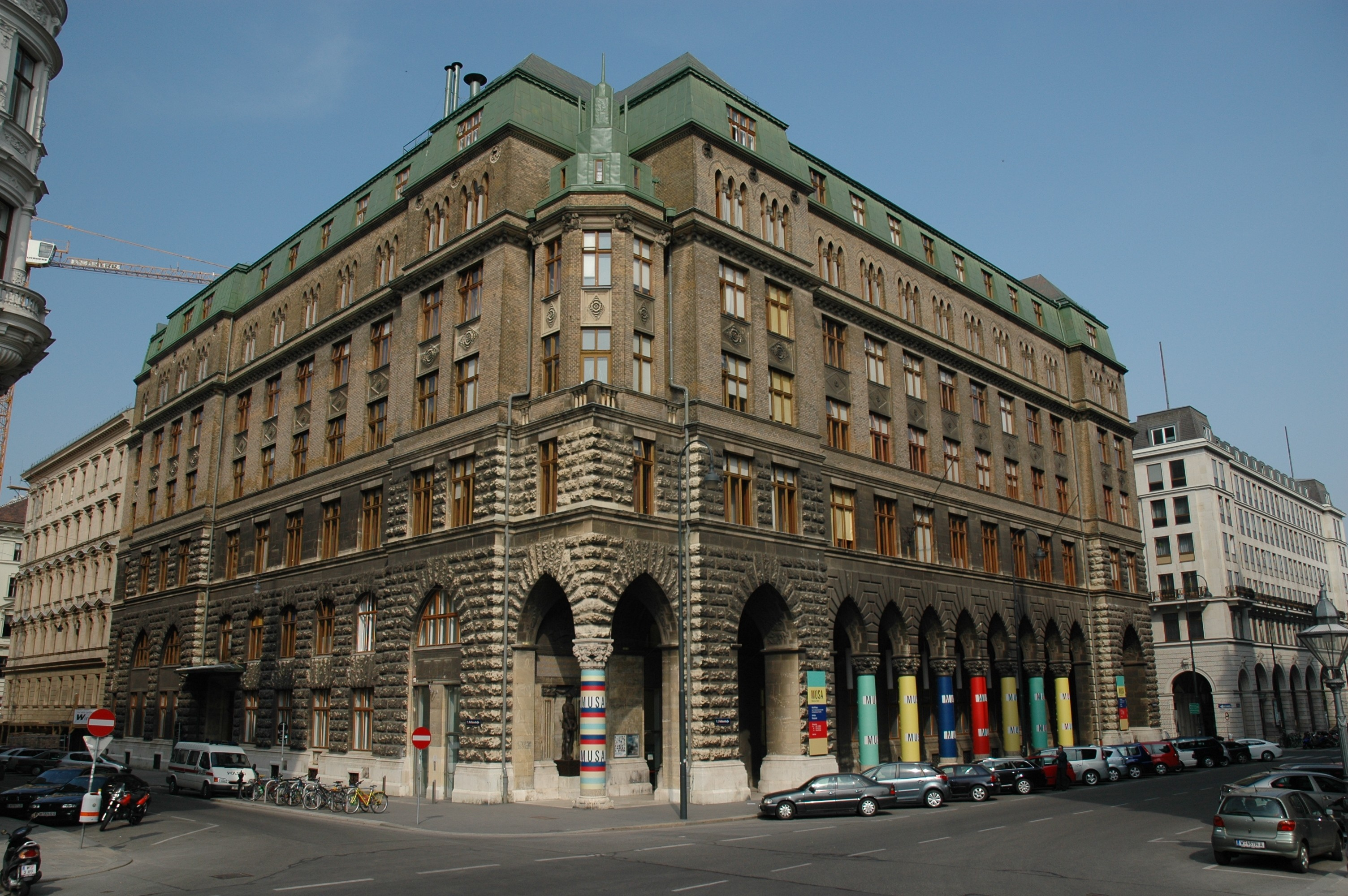
Аркада музею MUSA

Гроші, зібрані під час забивання цвяхів, не досягали значних сум. Але, крім матеріального, ці заходи мали набагато важливіший пропагандистський ефект, оскільки викликали почуття єдності та патріотизму людей і таким чином сприяли зміцненню воєнного тилу. Це явище з’явилося лише в Австро-Угорщині та Німеччині та було висміяне країнами Антанти. Збирання коштів використовували також у виховних цілях — учні в школах також брали участь у забиванні цвяхів. І дівчат і хлопців використовували однаково, але дівчата шили, плели теплі речі, виготовляли «подарунки кохання», а хлопців використовували для збору грошей, коли це було можливо.
Перші дерев'яні фігури війни почали встановлювати у березні 1915 року. Однак, коли населення охопили матеріальні труднощі та після величезних втрат людей у битвах 1916 року за Верден і на Соммі, впевненість у перемозі також ослабла. Тому забивання цвяхів раптово припинилося на третьому році війни. Останній хрест був встановлений в Ерцені (Нижня Саксонія) в січні 1918 року. Такі поцвяховані фігури в основному відомі в південно-східній Європі, в багатьох містах Угорщини, Румунії (Трансильванії) та інших країнах колишньої Габсбурзької монархії. Такі заходи відбувалися також в Стамбулі, столиці союзної Османської імперії, і навіть в німецьких клубах у США.
Дерев'яні фігури мали різноманітну форму. Крім скульптур військових встановлювали також оборонні щити або міські герби, залізні хрести, скульптури історичних або легендарних осіб — імператора Карла Великого (Зальцбург), Гінденбурга (Берлін), Ратісбони (Регенсбург). Були також фігури тварин: ворона (Мерзебург), орла (Сіландро), півня. Також фігури літака, підводного човна. Серед різних дерев’яних фігур найпоширенішими були щит і середньовічний лицар.
За дуже невеликими винятками цвяхування дерев'яних фігур не мали широкого поширення під час Другої світової війни.

### Історія Залізного вояка
Ідею встановлення скульптури Залізного вояка запропонував капітан корвета австрійських ВМС граф Теодор Гартіг. Витрати для створення та утримання фігури взяла на себе Віденська міська рада, яка доручила виготовити скульптуру директорові з планування міста Генріхові Гольдемунду.

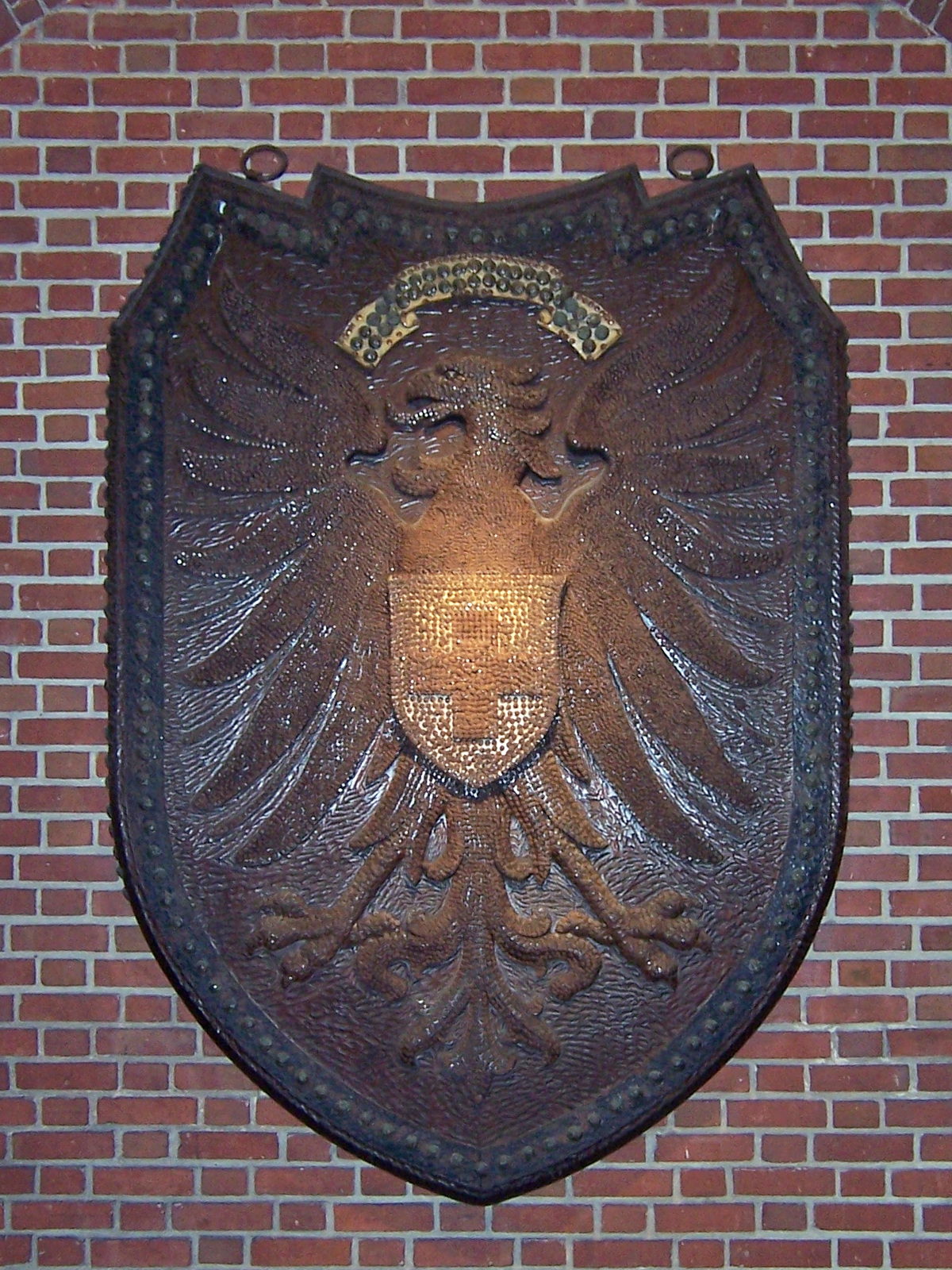
Щит для збирання коштів у Балтиморі, США

У 1914 році дерев'яну скульптуру виготовив австрійський скульптор Йозеф Мюльнер і 6 березня 1915 року вона була встановлена на площі Шварценберга у Відні. В обмін на пожертвування перші цвяхи, із близько 500000, забили ерцгерцог Леопольд Сальватор, німецький посол Чиршкі-Бегендорф і турецький посол Хусейн Хильмі-Паша, як військові союзники. За перші два дні близько 1400 людей вбили цвяхи у дерев'яну скульптуру.
Фігура поцвяхованої людини поєднувала в собі патріотизм з релігійністю. Вояк, зображений як лицар у середньовічних латних обладунках, втілював ідеал мужності та честі. А оббивання цвяхами було публічною та символічною дією, яка єднала його зброю з тілом. Забити цвях мав право кожен, хто сплатив хоча б одну корону. Кожен учасник отримував пам'ятну листівку, значок або сертифікат, крім того, його ім'я записували в меморіальній книзі, яку вело місто Відень. Громадяни, які не брали участі в кампанії зі збору коштів, могли вважатися непатріотичними або навіть зрадниками.

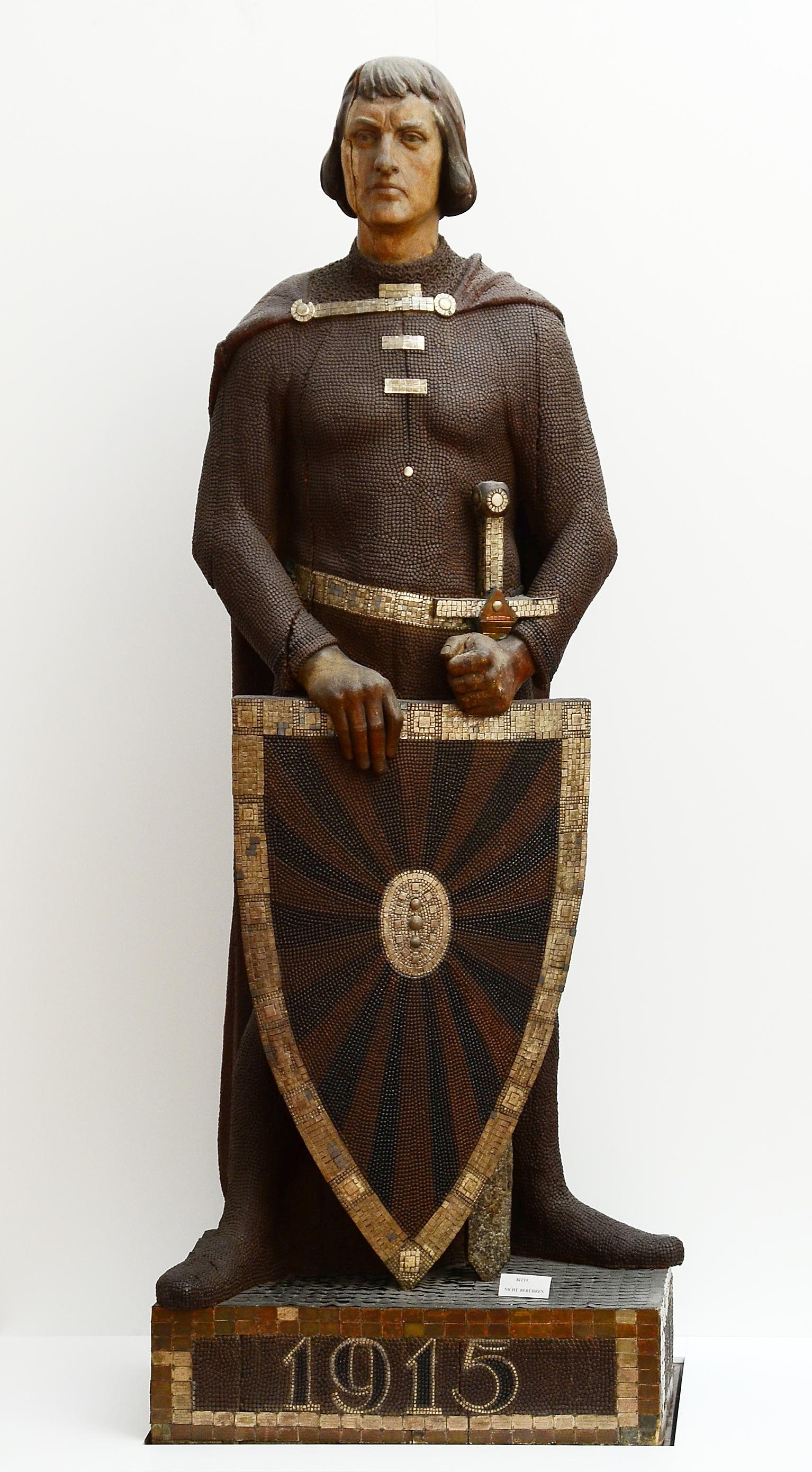
Брауншвейг. Німеччина

Перед закінченням Першої світової війни в будинку на вулиці Фельдера, 6 під аркадою була створена ніша для Залізного вояка зі словами поета і священика Оттокара Кернштока, але встановлення фігури на новому місці не відбулося. Вона залишалася на площі Шварценберга до 1919 року, коли її демонтували та передали на зберігання. У 1934 році фігуру знову поставили на службу — Залізний вояк мав збирати гроші для перебудови зовнішніх воріт замку на пам'ятник Героям.
У 2007 році фігуру довелося капітально відремонтувати через мисливців за сувенірами, які витягають цвяхи з фігури вояка.

## Поцвяховані фігури Галичини
За прикладом Відня подібні дерев'яні фігури були встановлені в багатьох містах імперії, зокрема в містах Галичини: Львові, Дрогобичі, Станіславі та інших. Забивання цвяхів відбувалося й у союзних державах, у яких брало участь переважно австро-угорське населення.

### Львів
2 квітня 1916 році у Львові в спеціальному павільйоні на Гетьманських валах (тепер проспект Свободи) була встановлена скульптура «Залізного лицаря» висотою 263 см. Скульптор — Ян Нальборчик (1870—1940), архітектор Вітольд Долинський (1880—1955). Урочисте згромадження відкрив комендант міста генералмайор Франц Рімаль. У день відкриття були вбиті навіть золоті цвяхи. Таким чином, до кінця року зібрали 151513 корон. Після закінчення війни статую передали до Історичного музею міста.

### Дрогобич
На Ринку міста 14 травня 1916 року в цегляному павільйоні був встановлений «Лицар в збруї» роботи оберлейтенанта австрійської армії Емерика Бака, який своїми атрибутами — мечем і щитом, символізує обороноздатність, і, головне, незалежність. Внаслідок забивання цвяхів у фігуру жителі міста зібрали близько 400 000 корон лише впродовж дня — більше ніж будь-яке інше місто імперії.

## Галерея

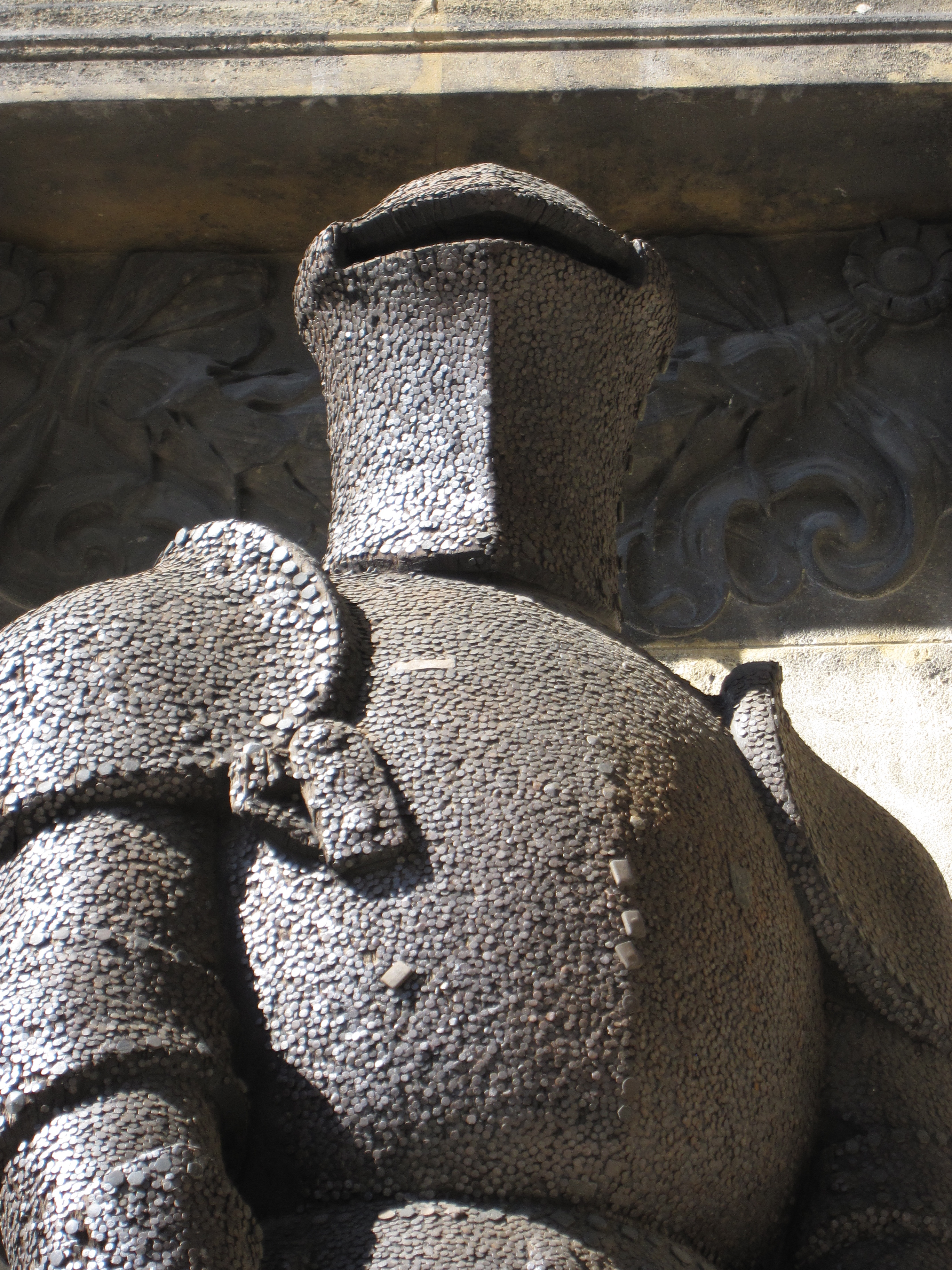
Залізний вояк. Відень. 2010
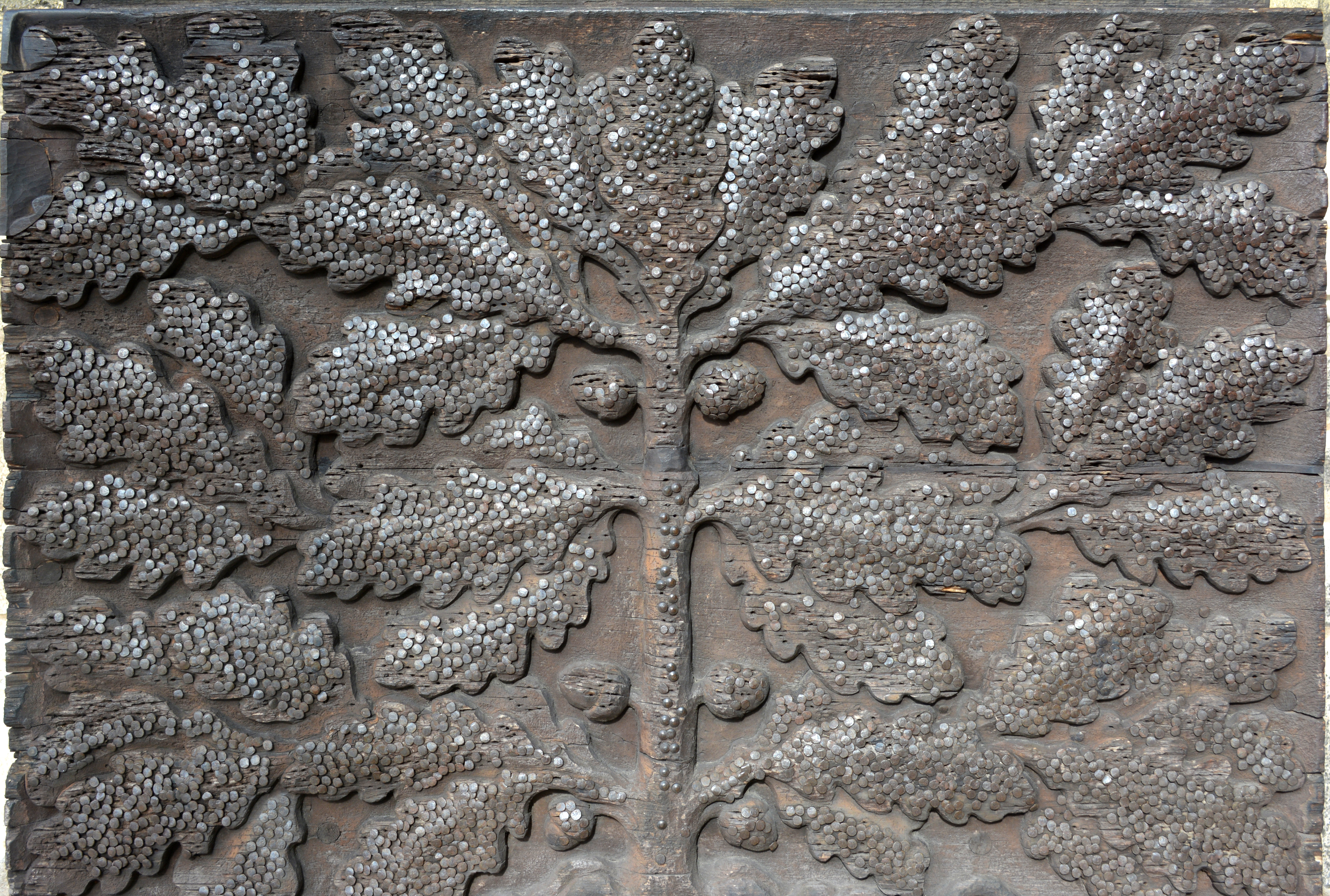
Основа пам’ятника Залізний вояк у Відні. 2018
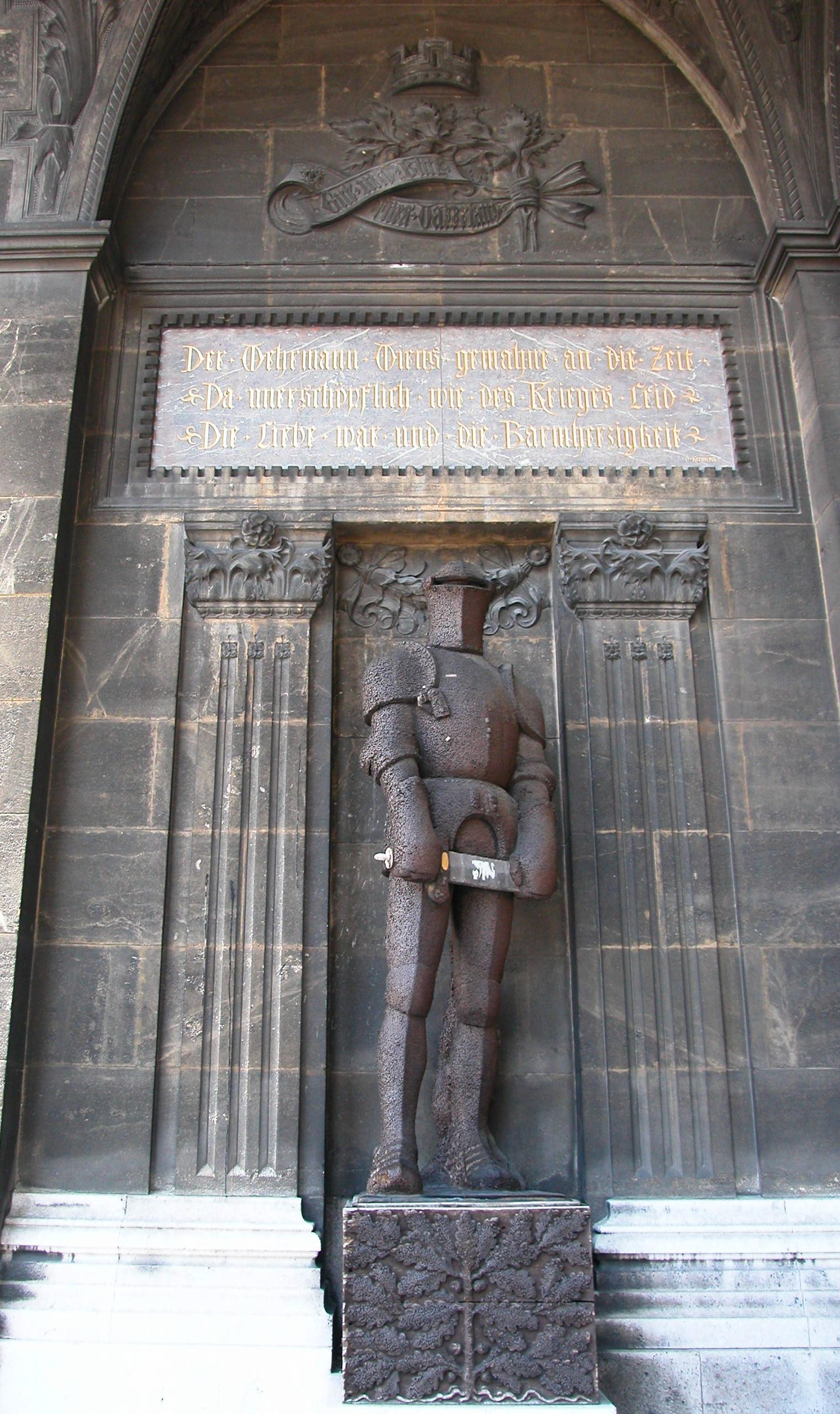
Залізний вояк. Відень. 2005